# 鈴木潤
鈴木 潤（すずき じゅん、1993年7月30日 - ）は、愛知県名古屋市出身の元プロサッカー選手、サッカー指導者。ポジションは、ディフェンダー（DF）。

## 来歴

### プロ入り前
中学校までは名古屋FCでプレーし、市立船橋高校へ進学。左サイドバック（SB）として伝統の堅守を支え、3年次に全国高校サッカー選手権で優勝を果たし、優秀選手に選出された。
高校卒業後は中京大学へ進学し、3年次に全日本大学選抜に選出。4年次の2015年4月、FC岐阜の特別指定選手に承認され、Jリーグで2試合に出場した。

### FC岐阜
2016年より、FC岐阜へ正式に加入。主に左SBでの出場が多かったが、シーズン終盤にはセンターバックでも起用された。
2017年、退団に伴い同年12月に行われたJリーグ合同トライアウトに出場した。

### 奈良クラブ
2018年、奈良クラブに移籍。しかしわずか1年で退団となった。2019年2月4日に現役引退を発表し、四日市大学サッカー部コーチ就任を発表した。

## 所属クラブ
ユース経歴
- 名古屋FC
- 船橋市立船橋高等学校
- 中京大学
  - 2015年4月 - 同年12月  FC岐阜（特別指定選手）

プロ経歴
- 2016年 - 2017年  FC岐阜
- 2018年   奈良クラブ

## 個人成績
| 国内大会個人成績 | 国内大会個人成績 | 国内大会個人成績 | 国内大会個人成績 | 国内大会個人成績 | 国内大会個人成績 | 国内大会個人成績 | 国内大会個人成績 | 国内大会個人成績 | 国内大会個人成績 | 国内大会個人成績 | 国内大会個人成績 |
| 年度             | クラブ           | 背番号           | リーグ           | リーグ戦         | リーグ戦         | リーグ杯         | リーグ杯         | オープン杯       | オープン杯       | 期間通算         | 期間通算         |
| 年度             | クラブ           | 背番号           | リーグ           | 出場             | 得点             | 出場             | 得点             | 出場             | 得点             | 出場             | 得点             |
| 日本             | 日本             | 日本             | 日本             | リーグ戦         | リーグ戦         | リーグ杯         | リーグ杯         | 天皇杯           | 天皇杯           | 期間通算         | 期間通算         |
| ---------------- | ---------------- | ---------------- | ---------------- | ---------------- | ---------------- | ---------------- | ---------------- | ---------------- | ---------------- | ---------------- | ---------------- |
| 2015             | 岐阜             | 40               | J2               | 2                | 0                | -                | -                | -                | -                | 2                | 0                |
| 2016             | 岐阜             | 20               | J2               | 20               | 0                | -                | -                | 1                | 0                | 21               | 0                |
| 2017             | 岐阜             | 20               | J2               | 0                | 0                | -                | -                | 1                | 0                | 1                | 0                |
| 2018             | 奈良             | 5                | JFL              | 1                | 0                | -                | -                | 1                | 0                | 2                | 0                |
| 通算             | 日本             | 日本             | J2               | 22               | 0                | -                | -                | 2                | 0                | 24               | 0                |
| 通算             | 日本             | 日本             | JFL              | 1                | 0                | -                | -                | 1                | 0                | 2                | 0                |
| 総通算           | 総通算           | 総通算           | 総通算           | 23               | 0                | -                | -                | 3                | 0                | 26               | 0                |

- 2015年は特別指定選手

出場歴
- Jリーグ初出場 - 2015年5月24日 J2第15節 vs大宮アルディージャ（岐阜メモリアルセンター長良川競技場）

## 指導歴
- 2019年 - 四日市大学サッカー部コーチ
- 2021年 - 名古屋産業大学サッカー部コーチ

## 著書
- 伝説の全国高校サッカー選手権大会決勝 勝者と敗者（2021年9月7日、ザ・ニュースパイラル出版、電子書籍） - 寺尾俊祐との共著[12]